# Miroslav Kemel (volejbalista)
Miroslav Kemel (21. října 1934, Košice – 25. června 2014) byl československý volejbalový reprezentant, mistr Evropy, mistr sportu, hydrolog.

## Život
Narodil se na Slovensku v české rodině, jeho otec byl vojákem z povolání, měl dva bratry a jednu sestru. Bratr Jiří hrál volejbal za Slavoj Praha, druhý bratr Tomáš byl známý boxer střední váhy (Sparta Praha, Dukla Olomouc), pětinásobný mistr republiky a Mistr sportu.
Absolvoval reálné gymnázium Andreje Sládkoviče v Banské Bystrici a Fakultu inženýrského stavitelství ČVUT v Praze. Po absolvování školy pracoval na Ředitelství vodohospodářského rozvoje. Po skončení sportovní kariéry od roku 1962 vyučoval téměř 40 let na Katedře hydrauliky a hydrologie Stavební fakulty ČVUT, získal titul kandidáta věd a později docenta. V letech 1972–1997 externě pracoval pro Hydroprojekt Praha a jako hydrolog absolvoval několik krátkodobých pracovních pobytů v zahraničí (Tanzanie, Libérie, Kuba, Vietnam, Filipíny). V roce 1985 obdržel od Československého výboru pro hydrologii čestné uznání za zásluhy o rozvoj hydrologie.
S manželkou Janou má syna Miroslava, známého humoristického kreslíře, který rovněž absolvoval Stavební fakultu ČVUT a býval druholigovým basketbalistou Tesly Žižkov.

## Sportovní kariéra
Na ligové úrovni dosáhl největších úspěchů ve Slavii VŠ Praha, kde získal čtyřikrát titul mistra republiky. Byl také akademickým reprezentantem ČSR, získal titul akademického mistra světa v roce 1959 na universiádě v Turíně.
Největšího úspěchu dosáhl na mistrovství Evropy 1958 v Praze, na kterém získal zlatou medaili.